# Єті (фільм, 2019)
Єті (англ. Abominable, букв. «огидний») — анімаційний фільм 2019 року режисера Джилла Калтона. Мультфільм створений компаніями DreamWorks Animation і Pearl Studios. Прем'єра фільму в США відбулася 27 вересня 2019, в Україні — 3 жовтня 2019 року.

## Створення
Мультфільм «Єті» створено спільно аніматорами з Китаю та США. Розробка проекту почалася у 2010 році. Спершу планувалося, що мультфільм вийде у прокат під назвою «Еверест», згодом англомовна назва змінилася на «Abominable», що в перекладі означає огидний. Сценарій написала Джилл Калтон («Корпорація монстрів»), вона ж спільно з Тоддом Вілдерманом, для якого це друга робота на великому екрані, зайнялася режисурою.

## Сюжет
Якось життя маленької дівчинки з великого міста (Хлоя Беннет) перевернулося з ніг на голову. На даху свого будинку у Шанхаї вона зустріла справжню сніжну людину! Разом з двома своїми кращими друзями вони вирішують допомогти цьому дивному створінню дістатися свого дому. Тож усі разом вирушають на Еверест, бо ж саме звідти родом Єті. Але троє друзів – не єдині, кого цікавить доля цієї рідкісної істоти. Зоолог доктор Зара (Сара Полсон) та підступний Берніш полюють на сніжну людину і нізащо не відмовляться від свого бажання ставити на ньому експерименти.

## Ролі озвучували
| Персонаж                | Актор                  | Український дубляж |
| ----------------------- | ---------------------- | ------------------ |
| Ї                       | Хлоя Беннет            | Поліна Василина    |
| Пенґ                    | Альберт Цай            | Дмитро Павленко    |
| Чен                     | Тензінг Норгай Трейнор | Руслан Драпалюк    |
| Доктор Зара             | Сара Полсон            | Вікторія Булітко   |
| Пан Буркало             | Едді Іззард            | Максим Кондратюк   |
| Еверест                 | Джозеф Іццо            |                    |
| Най Най                 | Цай Чинь               | Валентина Сова     |
| Мама Лу                 | Мішель Вонг            |                    |
| Гун                     | Річ Дітль              |                    |
| Як                      | Джеймс Хонг            |                    |
| Водій фургона / Гун     | Тревор Дівелл          |                    |
| Комерсант               | Фернандо Чієн          |                    |
| Імітатор Джин           | Вік Чао                |                    |
| гугнявий голос Евересту | Руперт Грегсон-Вільямс |                    |

Фільм дубльовано студією «Le Doyen» у 2019 році.

## Саундтрек
Композитором фільму є Руперт Грегсон-Уільямс, який написав музику для фільму, разом із співавторами Пауеллою Бату Сенер, Ентоні Віллісом і Полом Моунсі створив саундтрек. Крім тих композицій, що були в попередніх фільмах, Руперт Грегсон-Вільямс написав нову пісню під назвою «Everest», яка була випущена як сингл.
| #   | Назва                             | Тривалість |
| --- | --------------------------------- | ---------- |
| 1.  | «Beautiful Life»                  | 3:23       |
| 2.  | «Dreams»                          | 3:33       |
| 3.  | «Everest Escapes»                 | 4:21       |
| 4.  | «Yi Has a Dream»                  | 1:28       |
| 5.  | «Play to the Rooftops»            | 2:57       |
| 6.  | «Soda Crate»                      | 1:47       |
| 7.  | «Everest Hums a Blueberry or Two» | 2:00       |
| 8.  | «Meet Ping and Jin»               | 2:42       |
| 9.  | «Bandages and Blankets»           | 2:11       |
| 10. | «Yi and Everest Duet»             | 2:05       |
| 11. | «Burnish»                         | 1:50       |
| 12. | «Leaving the City»                | 1:33       |
| 13. | «Burnish Takes Charge»            | 2:24       |
| 14. | «Dandelion Chase»                 | 1:36       |
| 15. | «Postcard Journey»                | 1:59       |
| 16. | «The Leshan Buddha»               | 3:46       |
| 17. | «He’s Just a Kid»                 | 1:24       |
| 18. | «Burnish Does Some Tracking»      | 2:36       |
| 19. | «Starry Night Becomes a Wipe Out» | 3:22       |
| 20. | «I Really Liked Your Dad»         | 2:13       |
| 21. | «Humming up a Storm»              | 4:10       |
| 22. | «Everest»                         | 2:42       |
| 23. | «Fix you (by Coldplay)»           | 4:54       |

| Bonus Track | Bonus Track        | Bonus Track |
| #           | Назва              | Тривалість  |
| ----------- | ------------------ | ----------- |
| 18.         | «Abominable Suite» |             |

## Критика
Мультфільм отримав позитивні оцінки критиків. На сайті Rotten Tomatoes у нього 81% позитивних рецензій на основі 160 відгуків. На Metacritic — 61 бал зі 100 на основі 28 рецензій.

## Політичний скандал
Одна зі сцен мультфільму спричинила великий регіональний скандал. Мінімум три країни Південно-Східної Азії були ображені епізодом, в якому спірні території в Південно-Китайському морі, відомі як «Лінія дев'яти пунктирів», показані як китайські. На ці частини моря та різні острівні групи претендують п'ять інших азіатських країн, а також Китай. Малайзійські цензори наказали вирізати цю сцену з фільму.